# Coccodus
Coccodus is een geslacht van uitgestorven pycnodontide straalvinnige beenvissen die leefden tijdens het Vroeg-Cenomanien. De verschillende soorten hadden een paar massieve, gebogen stekels die uit de onderkant van de kop kwamen, en een gebogen stekel bovenop de kop. In tegenstelling tot de meeste pycnodontiden (die de neiging hebben om korte, mariene vlindervisachtige lichamen te hebben), hadden Coccodus-soorten een relatief lang lichaam, waardoor de levende dieren een oppervlakkige gelijkenis vertoonden met een geschubde draakvis.
Coccodus is nauw verwant aan de geslachten Trewavasia, Corusichthys, Paracoccodus en Hensodon, die ook leefden tijdens het Cenomanien van Libanon.

## Vroeger inCoccodus
Onlangs is vastgesteld dat de soort Coccodus lindstroemi een soortcomplex is, en verschillende exemplaren die aan Coccodus lindstroemi zijn toegewezen, zijn opnieuw beschreven als soorten van het gladiopycnodontide geslacht Joinivillichthys.